# Ryota Tsuzuki
Ryota Tsuzuki (都築 龍太, Tsuzuki Ryota, Nara, 18 april 1978) is een Japans voormalig voetballer die als doelman speelde.

## Statistieken
| Japans voetbalelftal | Japans voetbalelftal | Japans voetbalelftal |
| Jaar                 | Wed.                 | Dlp.                 |
| -------------------- | -------------------- | -------------------- |
| 2001                 | 2                    | 0                    |
| 2002                 | 0                    | 0                    |
| 2003                 | 0                    | 0                    |
| 2004                 | 1                    | 0                    |
| 2005                 | 0                    | 0                    |
| 2006                 | 0                    | 0                    |
| 2007                 | 0                    | 0                    |
| 2008                 | 0                    | 0                    |
| 2009                 | 3                    | 0                    |
| Totaal               | 6                    | 0                    |

## Erelijst
- 2006: kampioen met Urawa Red Diamonds
- 2005 en 2006: Emperor's Cup met Urawa Red Diamonds
- 2006: Xerox Supercup met Urawa Red Diamonds
- 2007: AFC Champions League met Urawa Red Diamonds